# Ньютаунардс
Ньютауна́рдс (англ. Newtownards, ирл. Baile Nua na hArda) — город района Ардс в североирландском графстве Даун (СК). Население составляет 28 тыс. человек (2011 г.). В просторечии называется Ардсом (Ards). Расположен он в 16 км к востоку от Белфаста. 86 % населения Ньютаунардса — протестанты, 9 % — католики.

## Города-побратимы
Кеми, Финляндия.

## Демография
Ньютаунардс определяется Northern Ireland Statistics and Research Agency (NISRA) как большой таун (то есть как город с населением от 18000 до 75000 человек).

## Известные жители и уроженцы
- Мариэль Дей — ирландская певица
- Эдди Ирвайн — автогонщик, пилот «Формулы-1»